# فيكتور كورتيس
فيكتور كورتيس (بالإسبانية: Víctor Cortés) (26 فبراير 1976 في كولومبيا - ) هو لاعب كرة قدم كولومبي في مركز الهجوم. لعب مع أتلتيكو جونيور وأمريكا دي كالي وإنديبنديينتي سانتا في ونادي إنفيغادو وريونيغرو أغيلاس وديبورتيفو بيريرا ونادي يونياوتيونوما وكوكوتا ديبورتيفو ‏.

## وصلات خارجية
- فيكتور كورتيس على موقع قاعدة بيانات كرة القدم.إي يو (الإنجليزية)
- فيكتور كورتيس على موقع Soccerway.com (الإنجليزية)
- فيكتور كورتيس على موقع AS.com (الإسبانية)